# Andradas (kommun)
Andradas är en kommun i Brasilien.   Den ligger i delstaten Minas Gerais, i den sydöstra delen av landet, 700 km söder om huvudstaden Brasília. Antalet invånare är 37 302.
Följande samhällen finns i Andradas:
- Andradas

Omgivningarna runt Andradas är huvudsakligen savann. Runt Andradas är det ganska glesbefolkat, med 48 invånare per kvadratkilometer.